# Jean-Marc Ferry
Pour les articles homonymes, voir Ferry.
Jean-Marc Ferry, né le 5 mai 1946 à Antony (Hauts-de-Seine), est un philosophe français. Il a enseigné les sciences politiques et la philosophie à l'université libre de Bruxelles (ULB) et est ensuite professeur titulaire de la chaire « Philosophie de l'Europe » à l'université de Nantes. Il est également promoteur du concept de l'Allocation universelle.

## Biographie
Jean-Marc Ferry est le frère du philosophe et ancien ministre français Luc Ferry.
Antérieurement professeur de sciences politiques et de philosophie à l’université libre de Bruxelles, Jean-Marc Ferry est titulaire de la chaire « Philosophie de l'Europe » à l'université de Nantes. Il est membre, notamment, de la Fondation Jean Monnet, du groupe Spinelli pour l’Europe, et de l’Observatoire européen des politiques universitaires, directeur de plusieurs collections. Il a publié, à ce jour, une trentaine d’ouvrages, quelque deux cent cinquante articles de revues, chapitres d’ouvrages collectifs, entretiens et rapports d’expertise.

## Distinctions et prix
- Commandeur de l’ordre de Léopold (Belgique)
- Grand officier de l’ordre de Léopold II (Belgique)
- Docteur honoris causa de l’université de Lausanne
- Docteur honoris causa de l'université Saint-Louis de Bruxelles
- Prix La Bruyère pour l'ensemble de son œuvre, décerné par l'Académie française (1995)
- Prix Louis-Marin 2001[3]
- Médaille d’or de l’Académie d'agriculture de Paris

## Carrière
Jean-Marc Ferry est l'auteur de la principale traduction de la Theorie des kommunikativen Handelns du philosophe allemand Jürgen Habermas (en français Théorie de l'agir communicationnel) et son ouvrage principal a pour titre Les Puissances de l'expérience. Il traduit en français avec Jean-Louis Schlegel, l'ouvrage d'Habermas Théorie de l'agir communicationnel. Sa pensée s'articule autour de l'idée que l'identité humaine a plusieurs dimensions, narrative, interprétative, argumentative et reconstructive. Dans l'identité reconstructive je me raconte (narration), mais en rapport avec ce que j'ai violé dans le registre argumentatif (argumentation), de telle sorte que ce mouvement vers moi est aussi mouvement vers l'autre (identité reconstructive).
Cette pensée philosophique se prolonge sur le plan politique dans une réflexion sur l'Europe qu'il considère comme le lieu du post-national, soit cette possibilité que donne l'Union européenne aux nations qui la constituent de se confronter les unes aux autres de manière non violente un peu comme Kant l'imaginait dans son ouvrage intitulé Vers la paix perpétuelle. Selon cette vision de l'Europe, les nations y conservent leur identité, la principale tâche de l'État y est la transmission de l'« éducation légitime » (la culture propre à chaque nation enchâssée dans des savoirs plus universels) [réf. nécessaire]. Invité par Pierre Rosanvallon à donner une conférence au collège de France en 2013 sur l'avenir politique de l'Europe, il défend la thèse d'un « cosmopolitisme processuel » contre un fédéralisme européen souvent mis en exergue.
Cette vision politique de l'Europe est liée au concept de l'identité reconstructive qui est en quelque sorte l'idée de réconciliation, travaillant à la fois sur le registre narratif (tourné vers soi, autocentré), argumentatif (décentré vers les « lois de la nuit »[à définir], les « Droits de l'Homme »). C'est une manière de formuler philosophiquement ces processus de réconciliation dont les relations entre la France et l'Allemagne peuvent être considérées comme le prototype.
Depuis septembre 2010 il est membre du comité de pilotage du Groupe Spinelli prônant un dépassement de l'État national.

## Publications
- Habermas. L’Éthique de la communication, PUF, 1987
- Les Puissances de l’expérience. Essai sur l’identité contemporaine, t.1, Le Sujet et le verbe, t.2, Les Ordres de la reconnaissance, Éditions du Cerf, 1991, Collection "Passages".
- Discussion sur l’Europe, Calmann-Lévy, 1992 (en coll. avec Paul Thibaud).
- Philosophie de la communication, 1 : De l’antinomie de la vérité à la fondation ultime de la raison, Éditions du Cerf, 1994, Collection "Humanités".
- Philosophie de la communication, 2 : Justice politique et démocratie procédurale, Éditions du Cerf, 1994, Collection "Humanités".
- L’Allocation universelle. Pour un revenu de citoyenneté, Éditions du Cerf, 1995, Collection “Humanités”. Réédition 2015 Collection “Lexio”  (ISBN 978-2-204-11302-1)
- L’Éthique reconstructive, Éditions du Cerf, 1996, Collection "Humanités".
- La Question de l’État Européen, Éditions Gallimard, 2000 Collection "NRF-essais".
- La Pensée politique contemporaine (en coll. avec Justine Lacroix), Éditions Bruylant, Bruxelles, 2000
- De la Civilisation. Civilité, Légalité, Publicité, Éditions du Cerf, 2001, Collection "Passages".
- Valeurs et normes. La question de l’éthique, Éditions de l’université de Bruxelles, 2002, Collection "Philosophie et Société".
- La Question de l’histoire. Nature, Liberté, Esprit : les paradigmes de l’Histoire universelle chez Kant, Fichte, Hegel, entre 1784 et 1806, Éditions de l’Université de Bruxelles, 2002, Collection "Philosophie et Société".
- Entretien avec Jean-Marc Ferry interrogé par William Bourton, Bruxelles, Éditions Labor, 2003, Collection "Entretiens".
- Pour une éducation postnationale (en collaboration avec Boris Libois), Éditions de l'Université de Bruxelles, 2003
- Les Grammaires de l’intelligence, Éditions du Cerf, 2004, Collection "Passages".
- L’Europe, l’Amérique et le monde, Nantes, Éditions Pleins Feux, 2004
- Europe, la voie kantienne. Essai sur l’identité postnationale, Éditions du Cerf, 2005, Collection "Humanités".
- L'École au défi de l'Europe. Médias, éducation et citoyenneté postnationale, Éditions de l'Université de Bruxelles, 2006.
- Penser la santé (avec Caroline Guibet-Lafaye et Mark Hunyadi), PUF, 2010
- La République crépusculaire, Cerf, coll. "Humanités", 2010
- La Religion réflexive, Cerf, coll. "Humanités", 2010
- Quelle morale pour la politique aujourd'hui ? (avec André Stanguennec et Joël Gaubert), Vallet, M-Éditer, 2011
- L'Éthique reconstructive comme éthique de la responsabilité politique, Vallet, M-Éditer, 2012
- L'Europe interdite, Éditions de Passy, 2012
- Les Lumières de la religion (entretien avec Élodie Maurot), Bayard Éditions, 2013
- L'Idée d'Europe, Presses de l'université Paris-Sorbonne, 2013
- La Raison et la foi, Pocket, Collection Agora, 2016.
- Qu'est-ce que le réel?, Le Bord de l'Eau, 2019.
- Comment peut-on être européen?, Calmann-Lévy, 2020.
- Métaphysique. Le Sens commun au défi du réel, Cerf, 2021.
- Ecrits philosophiques, Univers Poche, coll. Agora, 2021.
- Ici sont les dragons. Trois tentations de notre temps, Le Bord de l'Eau, 2023.
- La Légende de Nil, Livre 1, Panodyssey, 2023 (en ligne): https://panodyssey.com/fr/user/jean-marc-ferry-53972